# Les Enquêtes de Mma Ramotswe
Ne doit pas être confondu avec L'Agence N°1 des dames détectives.
Les enquêtes de Mma Ramotswe sont une série de romans policiers, écrits par le romancier écossais Alexander McCall Smith, dont l'action se situe très majoritairement au Botswana et mettent en scène une détective nommée Precious Ramotswe et couramment appelée Mma Ramotswe.

## Caractéristiques des romans
Les romans de la série mettent en scène systématiquement des enquêtes criminelles sur lesquelles enquête Mma Ramotswe ; cependant, ces enquêtes ne constituent pas le cœur de l'intrigue, celui-ci étant plutôt à rechercher dans les relations entre personnes, la mise en valeur des valeurs traditionnelles du Botswana ou la réflexion sur la modernité.

## Personnages et lieux

### Mma Ramotswe
Precious Ramotswe est une femme d'une quarantaine d'années. Elle a été élevée par son père Obed Ramotswe, ancien mineur (décédé lors de l'action des romans), sa mère étant morte quand elle était enfant. Elle voue à ce père disparu une admiration très grande, de la même manière qu'elle révère le premier président du Botswana, Seretse Khama, et de manière générale les valeurs traditionnelles du Botswana.
Mma Ramotswe a été mariée une première fois à un trompettiste nommé Note Mokoti, qui la battait et buvait. Celui-ci l'a quittée longtemps avant le début de l'action décrite dans les romans, la laissant avec un nourrisson mort-né. Cependant, Mma Ramotswe découvrira au cours de ses enquêtes que ce mariage était nul car Note Mokoti l'avait contracté alors qu'il était déjà marié.
Elle aime en particulier résoudre ses enquêtes en buvant du Rooibos. Son agence de détectives, l'« Agence N°1 des Dames Détectives du Botswana », est située dans la ville de Tlokweng, banlieue de Gaborone.

### J. L. B. Matekoni
Depuis la fin du premier tome de la série, il est fiancé à Mma Ramotswe. Depuis la fin du cinquième, il est son époux. C'est le patron d'un petit garage, le Tlokweng Road Speedy Motors, adossé à l'agence de détectives. C'est un homme timide et méticuleux, qui apporte un grand soin à l'entretien des voitures.

### Mma Makutsi
Assistante de Mma Ramotswe, Grace Makutsi vient de Bobonong, d'un milieu très modeste, et a réussi à force de travail ; elle est notamment connue pour avoir réussi l'examen final de l'Institut de Secrétariat du Botswana avec une note finale de 97 sur 100.

### Mma Potokwane
Silvia Potokwane est la directrice d'un orphelinat situé en dehors de la ville. Elle aide fréquemment Mma Ramotswe dans ses enquêtes grâce à son très vaste réseau de connaissances, mais par ailleurs exploite sans vergogne les compétences de mécanicien de J. L. B. Matekoni pour réparer les diverses mécaniques de l'orphelinat.

### Motholeli et Puso
Mma Potokwane a par ailleurs confié deux orphelins, une fille nommée Motholeli et son petit frère Puso, tous deux à moitié Bochimans, à J. L. B. Matekoni, sans que celui-ci ait même pu prévenir sa fiancée. Mma Ramotswe les a cependant recueillis et élevés comme s'ils étaient ses propres enfants.

### Personnages secondaires récurrents
Violet Sephotho
Ennemie intime de Mma Makutsi ; femme qui use de ses charmes pour réussir sa vie.
Charlie
L'apprenti plus vieux et lubrique de J. L. B. Matekoni; il est paresseux et obtus.
Fanwell
L'apprenti plus jeune de J. L. B. Matekoni. Bien qu'il fût aussi inutile que Charlie originellement, il s'a joint une église hétérodoxe plus tard et a changé considérablement depuis sa conversion.
Mr. Polopetsi
Cycliste renversé par Mma Ramotswe, et qu'elle embauche par la suite pour aider à la fois au garage et à l'agence. Ancien pharmacien emprisonné deux ans pour une erreur médicale, il se révèle méticuleux et discret.

## Romans
- (en) 1998 : The No. 1 Ladies' Detective Agency, Polygon,  (ISBN 0-7486-6252-9)
  - (fr) Mma Ramotswe détective (traduit de l'anglais par Élisabeth Kern), éditions 10/18, coll. « Grands détectives » no 3573, Paris, 2003, 249 p.,  (ISBN 2-264-03601-X), (BNF 39074783)
- (en) 2000 : Tears of the Giraffe
  - (fr) Les Larmes de la girafe (traduit de l'anglais par Élisabeth Kern), éditions 10/18, coll. « Grands détectives » no 3574, Paris, 2003, 237 p.,  (ISBN 2-264-03602-8), (BNF 39074773)
- (en) 2001 : Morality for Beautiful Girls
  - (fr) Vague à l'âme au Botswana (traduit de l'anglais par Élisabeth Kern), éditions 10/18, coll. « Grands détectives » no 3637, Paris, 2004, 249 p.,  (ISBN 2-264-03603-6), (BNF 39154108)
- (en) 2002 : The Kalahari Typing School for Men
  - (fr) Les Mots perdus du Kalahari (traduit de l'anglais par Élisabeth Kern), éditions 10/18, coll. « Grands détectives » no 3718, Paris, 2004, 222 p.,  (ISBN 2-264-03763-6), (BNF 39249458)
- (en) 2004 : The Full Cupboard of Life
  - (fr) La vie comme elle va (traduit de l'anglais par Élisabeth Kern), éditions 10/18, coll. « Grands détectives » no 3688, Paris, 2005, 236 p.,  (ISBN 2-264-03764-4), (BNF 39969297)
- (en) 2004 : In the Company of Cheerful Ladies
  - (fr) En charmante compagnie (traduit de l'anglais par Élisabeth Kern), éditions 10/18, coll. « Grands détectives » no 3820, Paris, 2005, 281 p.,  (ISBN 2-264-03762-8), (BNF 40054487)
- (en) 2006 : Blue Shoes and Happiness
  - (fr) 1 cobra, 2 souliers et beaucoup d'ennuis, éditions 10/18, coll. « Grands détectives » no 3975, Paris, 2007, 254 p.,  (ISBN 978-2-264-04455-6), (BNF 40969071)
- (en) 2007 : The Good Husband of Zebra Drive
  - (fr) Le Bon Mari de Zebra Drive (traduit de l'anglais par Élisabeth Kern), éditions 10/18, coll. « Grands détectives » no 4097, Paris, 2008, 253 p.,  (ISBN 978-2-264-04456-3), (BNF 41203320)
- (en) 2008 : The Miracle at Speedy Motors
  - (fr) Miracle à Speedy Motors (traduit de l'anglais par Élisabeth Kern), éditions 10/18, coll. « Grands détectives » no 4226, Paris, 2009, 252 p.,  (ISBN 978-2-264-04836-3), (BNF 41409120)
- (en) 2009 : Tea Time for the Traditionally Built
  - (fr) Vérité et Feuilles de thé (traduit de l'anglais par Élisabeth Kern), éditions 10/18, coll. « Grands détectives » no 4297, Paris, 2010, 254 p.,  (ISBN 978-2-264-05019-9), (BNF 42133200)
- (en) 2010 : The Double Comfort Safari Club
  - (fr) Un safari tout confort (traduit de l'anglais par Élisabeth Kern), éditions 10/18, coll. « Grands détectives » no 4445, Paris, 2011, 253 p.,  (ISBN 978-2-264-05227-8), (BNF 42461247)
- (en) 2011 : The Saturday Big Tent Wedding Party
  - (fr) Le mariage avait lieu un samedi (traduit de l'anglais par Élisabeth Kern), éditions 10/18, coll. « Grands détectives » no 4536, Paris, 2012, 288 p.,  (ISBN 978-2-264-05640-5), (BNF 42684163)
- (en) 2012 : The Limpopo Academy of Private Detection
  - (fr) L'École de détectives privés du Limpopo (traduit de l'anglais par Élisabeth Kern), éditions 10/18, coll. « Grands détectives » no 4665, Paris, 2013, 333 p.,  (ISBN 978-2-264-06009-9), (notice BnF no  FRBNF435602414)
- (en) 2013 : The Minor Adjustment Beauty Salon,  (ISBN 978-0349139289),
  - (fr) L’Institut de beauté des rectifications mineures (traduit de l'anglais par Élisabeth Kern), éditions 10/18, coll. « Grands détectives » no 4823, Paris, 2014, 332 p.,  (ISBN 978-2-264-06373-1),
- (en) 2014 : The Handsome Man’s De Luxe Café,  (ISBN 978-0804169905),
  - (fr) Le Café de luxe pour beaux messieurs (traduit de l'anglais par Élisabeth Kern), éditions 10/18, coll. « Grands détectives » no 5011, Paris, 2015, 308 p.,  (ISBN 978-2-264-06657-2),
- (en) 2015 : The Woman Who Walked in Sunshine
  - (fr) Les Vacances de Mma Ramotswe (traduit de l'anglais par Élisabeth Kern), éditions 10/18, coll. « Grands détectives » no 5108, Paris, 2016, 285 p.,  (ISBN 978-2-264-06901-6)
- (en) 2016 : Precious and Grace
  - (fr) Precious et Grace (traduit de l'anglais par Élisabeth Kern), éditions 10/18, coll. « Grands détectives » no 5234, Paris, 2017, 312 p.,  (ISBN 978-2264071200)
- (en) 2017 : The House of Unexpected Sisters
- (en) 2018 : The Colours of All the Cattle

## Analyse
La série est parfois analysée comme féministe, mais d'un féminisme assez différent de celui qu'on peut observer en Europe ou aux États-Unis : c'est un féminisme qui s'appuie sur les valeurs traditionnelles du Botswana, sans rejeter les hommes, mais en les remettant à leur juste place, c'est-à-dire dans une certaine soumission vis-à-vis des femmes.